# José Antonio Ximeno y Carrera

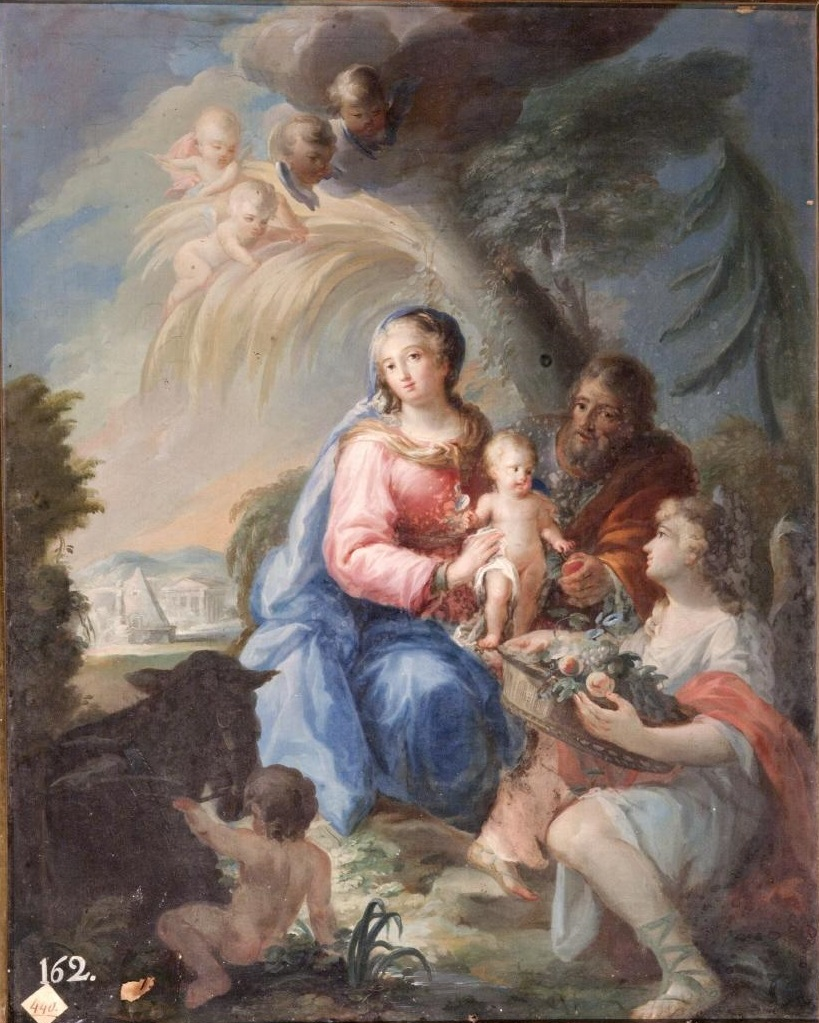
Descanso en la huida a Egipto, 1781. Óleo sobre lienzo, 83 x 67 cm, Madrid, Real Academia de Bellas Artes de San Fernando.

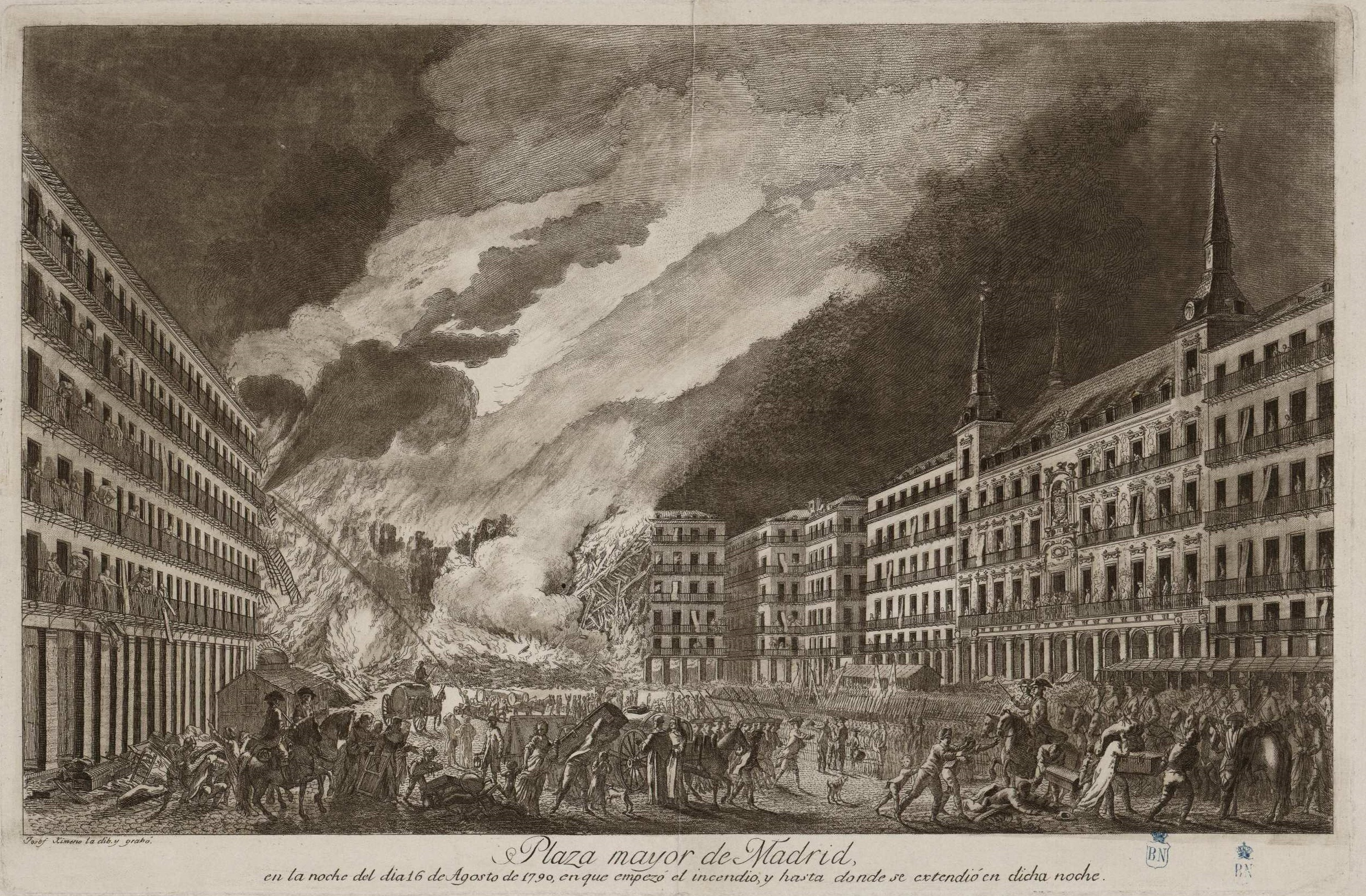
Plaza Mayor de Madrid en la noche del día 16 de agosto de 1790, en que empezó el incendio, y hasta donde se extendió en dicha noche. Grabado al aguafuerte y aguatinta firmado «Josef Ximeno lo dib. y grabó». Biblioteca Nacional de España.

José Antonio Ximeno y Carrera, también conocido como José Jimeno o Gimeno (Valencia, 1757-Madrid, 1818), fue un pintor, dibujante y grabador español.

## Biografía
Bautizado en la parroquia de San Pedro Mártir de Valencia el 16 de abril de 1757, podría haber iniciar su formación en la Real Academia de Bellas Artes de San Carlos aunque muy pronto hubo de pasar a la de San Fernando de Madrid, pues en 1778 ganó en ella el 2.º premio de la 2.ª clase de pintura por un dibujo con El Gran Capitán ante el papa. En 1781 presentó en la Academia de San Fernando, donde aún se conserva, un óleo con el tema del Descanso en la huida a Egipto por el que fue admitido como académico de mérito. Su producción posterior, sin embargo, se orientó con preferencia al dibujo y la ilustración de libros, proporcionando un elevado número de composiciones para ser grabadas por otros artistas. Un número importante de esos dibujos conserva la Biblioteca Nacional de España. Son suyos, entre otros, los empleados en las ilustraciones de las ediciones salidas de la imprenta de Antonio Sancha de Los trabajos de Persiles y Sigismunda (1781), las Novelas ejemplares (1783) y La Galatea (1784) de Miguel de Cervantes, grabados por Simón Brieva, Bartolomé Vázquez, Joaquín Pro, Joaquín José Fabregat y Juan Moreno de Tejada, así como los dibujos de la Historia de la conquista de México de Antonio de Solís (1783), grabados por Fernando Selma y Juan Moreno de Tejada.
Como grabador además de dibujante, proporcionó para la Imprenta Real algunas de las estampas calcográficas que ilustran El tratado de la pintura por Leonardo de Vinci y los tres libros que sobre el mismo arte escribió León Bautista Alberti; traducidos e ilustrados con algunas notas por Don Diego Antonio Rejón de Silva (1784). También contribuyó con dibujos y grabados en las ilustraciones de las Jornadas divertidas de Madama de Gómez (Madeleine Angélique Poisson de Gómez, Madrid, Imprenta de Villalpando, 1797).
Ximeno fue el primer grabador que practicó en España la técnica del aguatinta, citándose en este sentido la estampa del Incendio en la Plaza Mayor de Madrid la noche del 16 de agosto de 1790, anunciada  en la Gaceta de Madrid a los dos meses del suceso, con la que se anticipaba en varios años a Fernando Brambila, que en 1798 hizo amplio uso de la nueva técnica del grabado en sus ilustraciones para la memoria de la Expedición Malaspina, y a Goya y su serie de Los caprichos (1799).
Valiéndose de las características propias del grabado a la aguatinta concibió el proyecto de difundir mediante la estampa la obra de los pintores españoles del pasado, apenas conocidos fuera de España. En la Gaceta de Madrid del 14 de febrero de 1797 salió anunciado su proyecto de dar a la estampa una Galería española, o colección de pinturas escogidas de los célebres pintores Españoles que existen en los Templos, Conventos, Colegios y casas particulares de España. Allí explicaba que, desde que la invención del grabado había permitido la reproducción de imágenes, las naciones cultas —pero no España— habían emprendido la formación de colecciones con las más selectas obras de sus sus grandes maestros trasladas a «pintura monocroma», de modo que la fama de sus profesores se extendió fuera de sus naciones, acreditados sus nombres gracias a las estampas que se habían introducido en los gabinetes particulares, «y apenas hay persona de alguna inteligencia que no tenga noticia de los pintores de Italia, Francia &c.; al paso que se ignoran, sobre todo fuera de España, los nombres de la mayor parte de los grandes pintores Españoles, que por sus obras compiten con los mejores extrangeros». Con su proyecto trataba de poner remedio a ese desconocimiento de la obra de los grandes pintores españoles fuera de España y por tal motivo cada nueva estampa, que prometía saldrían con periodicidad mensual, llevaría un epígrafe en español y latín. En cuanto a la técnica, explicaba que por lo trabajoso y lento del buril, había escogido servirse del aguatinta, el estilo que llamaba de Le Prince, por más rápido pero también por ser el más a propósito «para expresar el toque del pincel, que es lo que más interesa en el asunto» El primero de los grabados de esa colección, a la venta ya al precio de 20 reales al anunciarse la colección, era la Santa María Magdalena de Mateo Cerezo existente en aquel momento en la iglesia de los carmelitas descalzos de Madrid, en la capilla de Santa Teresa según Ceán Bermúdez, y actualmente en el Rijksmuseum. Solo se conoce otro grabado de esa colección: la reproducción del San Juan Bautista pintado sobre cobre por Juan Bautista Maíno cuando —según la propia estampa— se encontraba en poder del grabador José Assensio y Torres, probablemente el mismo que ha sido adquirido por el Estado en 2017 para el Museo del Prado.
También, según Manuel Ossorio y Bernard, inició una colección de Caprichos y bambochadas y otra titulada Ideas y caprichos pintorescos, o demostración de los usos y costumbres de los antiguos egipcios, griegos, romanos, y otros pueblos de la antigüedad, con explicaciones recopiladas de diferentes autores, por Don José Gimeno, de la Academia de San Fernando. Año 1807, colección de la que decía haber tenido la ocasión de ver la portada aunque no debió de ir más adelante con ella pues «en ninguna de las bibliotecas de Madrid se halla anotada». No se tiene otra noticia de esas series, con las que podría relacionarse el Interior de un cuartel, aguafuerte y aguatinta de la que se conserva una prueba antes de la letra en el Museo Lázaro Galdiano, con la indicación de haber formado parte de la serie que comprende «Quartel de Ynfanteria» e «Interior de una cárcel», motivos y ejecución en cualquier caso singulares en su momento en el panorama del grabado español.
En agosto de 1808, en los festejos por la proclamación como rey de Fernando VII tras la primera salida de las tropas francesas de Madrid, participó con Goya y Asensio Julià en la decoración de la fachada de la casa del limeño Tadeo Bravo de Rivero en la plazuela de San Martín, en la que Julià pintó la Fidelidad limeña, alegoría femenina portadora de un medallón con el retrato del rey pintado por Goya, y Ximeno las cuatro alegorías restantes: «el león español que repelía el ataque del águila francesa, la matrona de España con un fiero león, la victoria de la religión sobre la perfidia francesa y la exaltación del retrato del soberano».
Fue padre de Vicente Jimeno y Carra (1796-1857), pintor de historia, y de Laureano Jimeno y Carra (1802-1858), grabador de mapas y planos.